# Francesco Marino (calciatore 1970)
Francesco Marino (Melito di Porto Salvo, 26 dicembre 1970) è un dirigente sportivo ed ex calciatore italiano, di ruolo attaccante.
In Serie A ha vestito le maglie di Reggina, Udinese, Lecce e Brescia. Ha segnato in tutte le categorie dalla Serie C2 alla Serie A.

## Carriera

### Giocatore
Cresciuto nelle giovanili della Reggina.
Si mette in luce con la Lodigiani segnando 19 reti portandola ai play-off per la Serie B.
Con l'Udinese ottiene la promozione in Serie A nel 1995. Esordisce in serie A a San Siro contro il Milan di Franco Baresi e Paolo Maldini. Nel 1996 partecipa con la Juventus fresca campione d'Europa a una tournée estiva in Corea e Vietnam (con Lippi allenatore e campioni come Vialli in attacco).
Nella sua carriera gioca in coppia con gente del calibro di Carnevale, Bierhoff, Hubner e Roberto Baggio. Segna in tutte le categorie professionistiche e a Pescara riesce a segnare 4 reti in una partita. Finisce la carriera giocando in Belgio (Oostende), chiudendola con oltre 70 gol tra i professionisti.

### Dirigente
Dal 2008 al 2012 ha ricoperto l'incarico di osservatore del Catania, Nel 2012 passa al Palermo Calcio ricoprendo lo stesso incarico.
Nel novembre 2012 ottiene l'abilitazione a direttore sportivo con indirizzo tecnico-sportivo e amministrativo a Coverciano.
Nella stagione 2016-2017 e 2017-2018 ha ricoperto il ruolo di dirigente del settore giovanile della Reggina.

## Palmarès
- Campionato italiano Serie C2: 1

Lodigiani: 1991-1992 (girone C)